# Bołdino (osiedle)
Bołdino (ros. Болдино) – osiedle w Rosji, w obwodzie włodzimierskim, w rejonie pietuszyńskim. W 2010 liczyło 417 mieszkańców.
Znajduje tu się stacja kolejowa Bołdino, położona na nowym szlaku Kolei Transsyberyjskiej.